# 1947
1947 (MCMXLVII) a fost un an obișnuit al calendarului gregorian, care a început într-o zi de miercuri.

## Evenimente

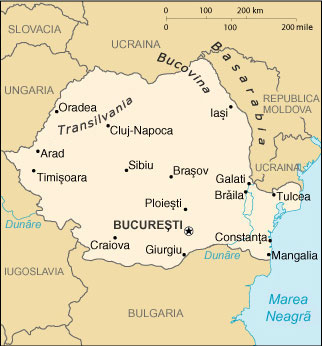
10 februarie: Prin Tratatul de pace de la Paris, România recuperează Transilvania de Nord și va căpăta forma sa actuală.

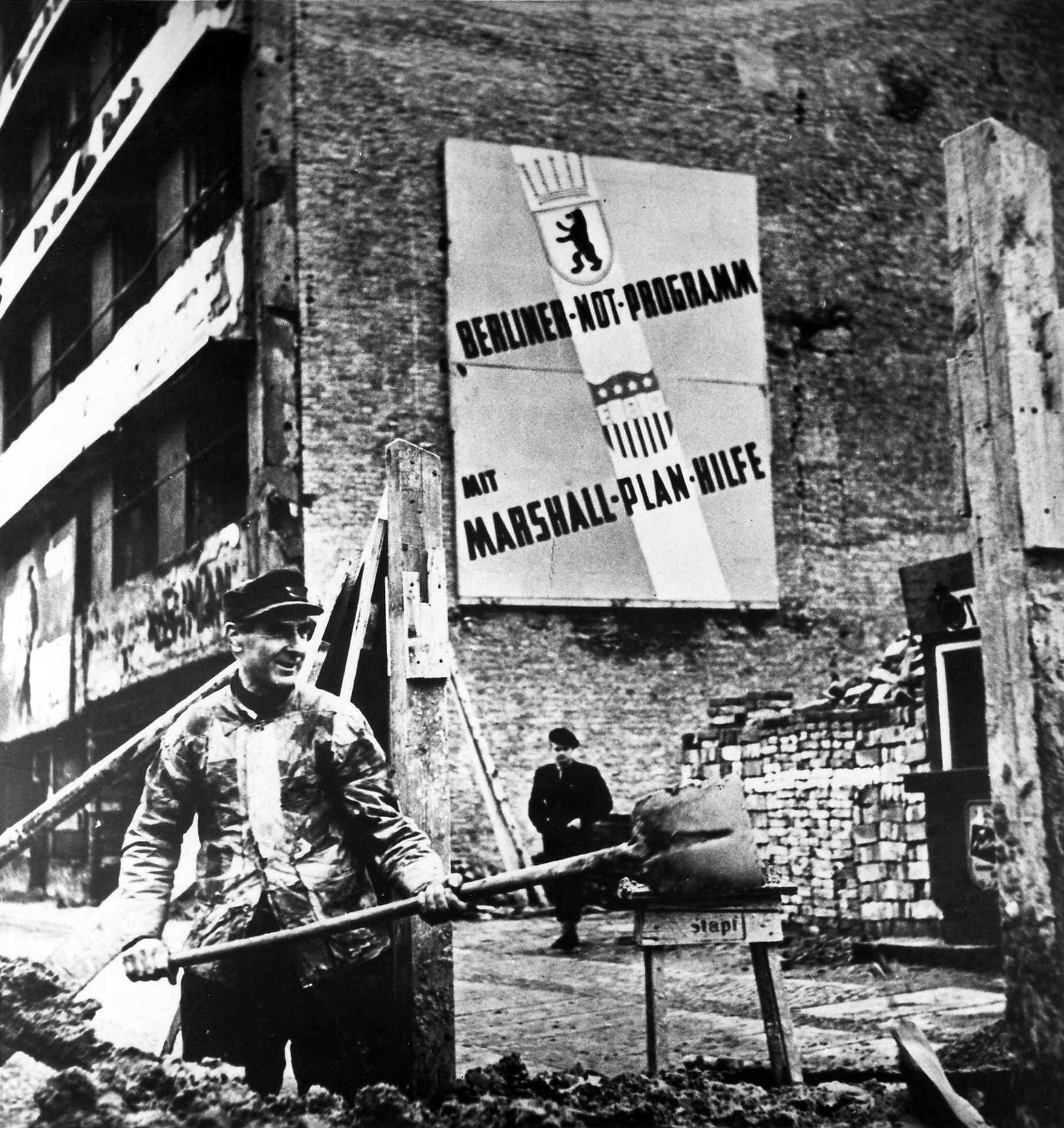
5 iunie: Planul Marshall.

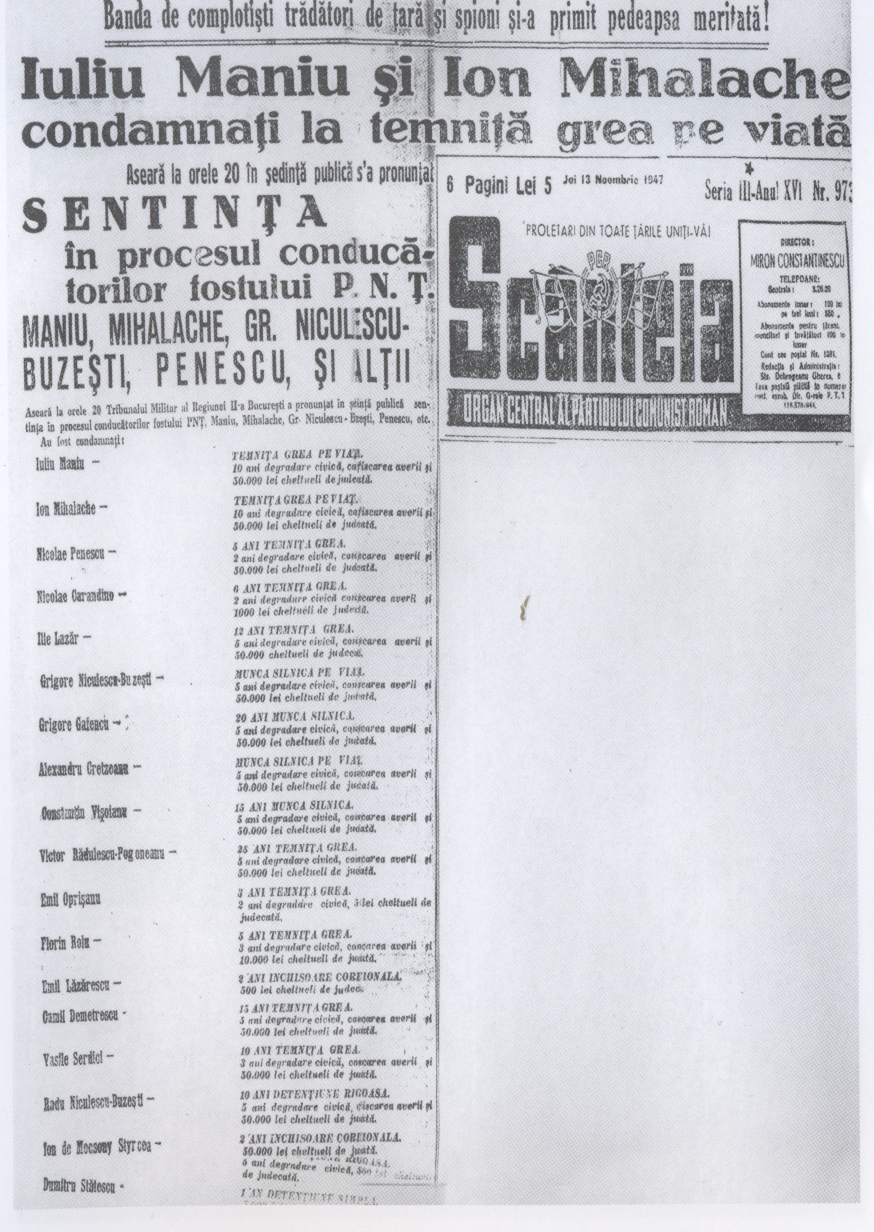
Ziarul Scânteia publică sentința dată în procesul liderilor PNȚ.

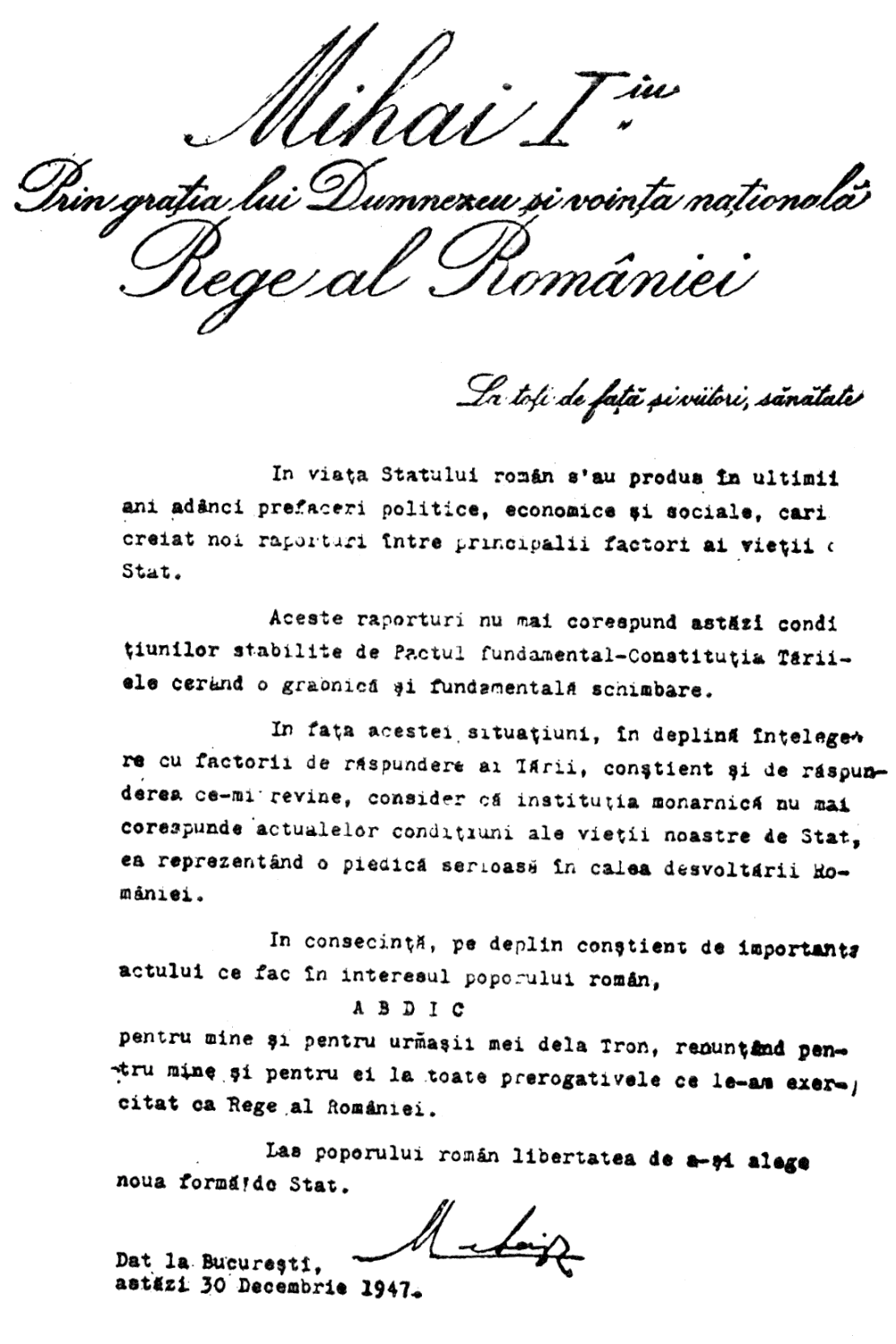
30 decembrie: Printr-o lovitură de stat comunistă, Regele Mihai I este forțat să abdice și să renunțe la conducerea statului.

### Ianuarie
- 16 ianuarie: Vincent Auriol este ales ca președinte al Franței.
- 20 ianuarie: Statele Unite semnează Tratatul de pace cu România.
- 29 ianuarie: URSS semnează, la Paris, Tratatul de pace cu România. Tratatul a obligat România să plătească 300 milioane dolari Statelor Unite și Uniunii Sovietice. România și-a primit înapoi Transilvania de Nord, care a fost dată, în 1940, de Hitler Ungariei prin Dictatul de la Viena, dar România a pierdut Bucovina de Nord și Basarabia în favoarea Uniunii Sovietice.

### Februarie
- 5 februarie: Comunistul Bolesław Bierut, devine președinte al Poloniei.
- 10 februarie: Delegația Guvernului român semnează, la Paris, Tratatul de pace cu Puterile Aliate și Asociate. României i se recunosc drepturile legitime asupra Transilvaniei de Nord și i se impune plata unor despăgubiri, în contul reparațiilor de război. Italia cedează mare parte din Peninsula Istria Republicii Socialiste Federative Iugoslavia.
- 17 februarie: Postul Vocea Americii începe să emită și în Uniunea Sovietică.
- 21 februarie: Consiliul de Miniștri a hotărât proclamarea lui Iosif Stalin ca fiind cetățean de onoare al României.
- 20 februarie: Prusia încetează să mai existe.

### Aprilie
- 1 aprilie: Regele George al II-lea al Greciei este succedat de fratele său, Paul I.
- 15 aprilie: Înființarea Filarmonicii "Banatul" din Timișoara.
- 18 aprilie: Guvernul britanic hotărăște reluarea relațiilor comerciale cu România.
- 20 aprilie: Frederic al IX-lea devine rege al Danemarcei după moartea tatălui său, Christian al X-lea.
- 25 aprilie: Înființarea Universității din Craiova.

### Mai
- 11 mai: Laos devine monarhie constituțională.

### Iunie
- 5 iunie: A fost făcut public planul Marshall, de către George Marshall, senator de stat al SUA, de ajutorare a țărilor din Europa Occidentală devastate de cel de-al doilea război mondial. Aplicarea acestuia a început de la 3 aprilie 1948, fiind în vigoare până în luna iulie 1951.
- 7 iunie: A luat ființă, prin ordinul Ministrului Armatei, Mihail Lascăr, echipa de fotbal Steaua București.

### Iulie
- 2 iulie: URSS anunță că refuză Planul Marshall.
- 14 iulie: Un grup de zece conducători ai PNȚ, în frunte cu Ion Mihalache, vicepreședinte, Nicolae Penescu, secretar general și Nicolae Carandino, director la ziarul "Dreptatea", au fost arestați pe aeroportul din Tămădău, la 46 de km de București, sub acuzația de "fugă într-o țară străină".
- 29 iulie: Este dizolvat, printr-o hotărâre a Consiliului de Miniștri, Partidul Național Țărănesc.

### August
- 15 august: Gandhi obține independența Indiei.
- 15 august: În România se adoptă o nouă reformă monetară. În sume limitate, în funcție de profesia deținătorilor, schimbarea banilor s-a făcut la raportul de 20.000 lei vechi pentru 1 leu nou. Familiile de țărani puteau schimba cel mai mult 5 milioane de lei, iar dacă aveau dovada că au livrat statului cota de produse mai aveau voie să schimbe în plus 2,5 milioane. Urmau apoi salariații, pensionarii și cei cu profesii liberale recunoscute oficial, cu 3 milioane de lei. Restul a avut dreptul să schimbe 1,5 milioane de lei vechi. Sumele neschimbate s-au blocat în conturi.

### Octombrie
- 8 octombrie: Dieta japoneză adoptă noua Constituție. Sufragiul universal este introdus pentru ambele sexe.
- 14 octombrie: Căpitanul Chuck Yeager, din Forțele Aeriene SUA, devine prima persoană care a zburat mai repede decât viteza sunetului (Mach 1).
- 29 octombrie: Începe procesul lui Iuliu Maniu. Sentința va fi pronunțată la 11 noiembrie 1947.

### Noiembrie
- 2 noiembrie: Începutul conflictului dintre India și Pakistan pe subiectul Kashmir.
- 6 noiembrie: În cadrul ședinței Consiliului de Miniștri, se anunță demisia miniștrilor aparținând PNL – Tătărescu.
- 12 noiembrie: A doua zi după condamnarea la închisoare pe viață a lui Iuliu Maniu, Regele Mihai I al României pleacă la Londra pentru a asista la căsătoria prințesei Elisabeta (viitoarea Regină Elisabeta a II-a) cu prințul Filip, Duce de Edinburgh.
- 16 noiembrie: Contraamiralul Horia Macellariu constituie Comitetul Mișcării Rezistenței Românești, în București, str. Toamnei nr.104.
- 20 noiembrie: Prințesa Elisabeta (viitoarea Regină Elisabeta a II-a) se căsătorește cu ducele de Edinburgh, Philip Mountbatten, la Westminster Abbey în Londra.
- 21 noiembrie: Partidele de opoziție sunt dizovate în Ungaria.
- 29 noiembrie: Adunarea Generală a ONU a hotărât împărțirea Palestinei în două state, israelit și arab. Ierusalimul a fost proclamat oraș liber, sub administrația ONU.
- 30 noiembrie: Începutul Războiului Civil din 1947-1948 în Palestina.

### Decembrie
- 30 decembrie: Printr-o lovitură de stat comunistă, Regele Mihai I este forțat să abdice și să renunțe la conducerea statului. Este proclamată Republica Populară Română (RPR).

### Nedatate
- 1947-1956: Cominform (Biroul Comunist de Informații). Agenție comunistă internațională fondată de Uniunea Sovietică. Membri fondatori, partide comuniste din: Bulgaria, Cehoslovacia, Franța, Italia, Iugoslavia (1947-1948), Polonia, România și Ungaria.
- 1947-1991: Războiul rece. Stare de tensiune întreținută de două grupuri de state care aveau ideologii și sisteme politice foarte diferite. Într-un grup se aflau URSS și aliații ei, grup căruia i se spunea uzual „Blocul răsăritean” (oriental). Celălalt grup cuprindea SUA și aliații săi, fiind numit, uzual, „Blocul apusean” (occidental).
- iunie: România refuză să ajute Planul Marshall și PCR oferă un plan de șase luni pentru a aduce producția industrială la 70% din nivelul anului 1938.
- CIA (Central Intelligence Agency). Agenție centrală a serviciilor de spionaj și contraspionaj înființată în Langley, Virginia, SUA.
- Fizicianul englez de origine maghiară Dennis Gabor inventează holografia.
- ISO (International Organisation for Standardization). Organizația Internațională pentru Standardizare. Organizație al cărei obiectiv constă în determinarea standardelor în majoritatea domeniilor tehnice și nontehnice, înființată la Geneva (Eveția) și are peste 100 membri.

## Arte, știință, literatură și filozofie
- 4 ianuarie: A apărut la Hanovra primul număr al revistei "Der Spiegel" (Oglinda), avându-l ca director pe Rudolf Augstein.
- 10 ianuarie: Virusul poliomielitei este izolat de cercetătorii de la Universitatea Stanford.
- 16 martie: A apărut, la București, "Revista literară" condusă de Miron Radu Paraschivescu.
- 18 septembrie: A fost inaugurat Teatrul Municipal din București, cu piesa "Insula" de Mihail Sebastian.
- 21 decembrie: Primă audiție în concertul Filarmonicii bucureștene a oratoriului bizantin de Crăciun "Nașterea Domnului" de Paul Constantinescu.
- 23 decembrie: Fizicienii americani John Bardeen, Walter Brattain și William Shockley au conceput primul tranzistor.
- Albert Camus publică Ciuma.
- Desoperirea Manuscriselor de la Marea Moartă.
- Fizicianul maghiar Dennis Gabor a inventat holograma.
- Thomas Mann publică Doctor Faustus.

## Nașteri

### Ianuarie

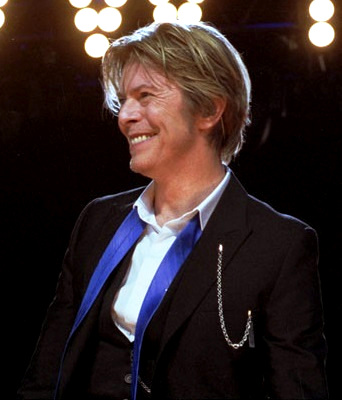
David Bowie, muzician britanic
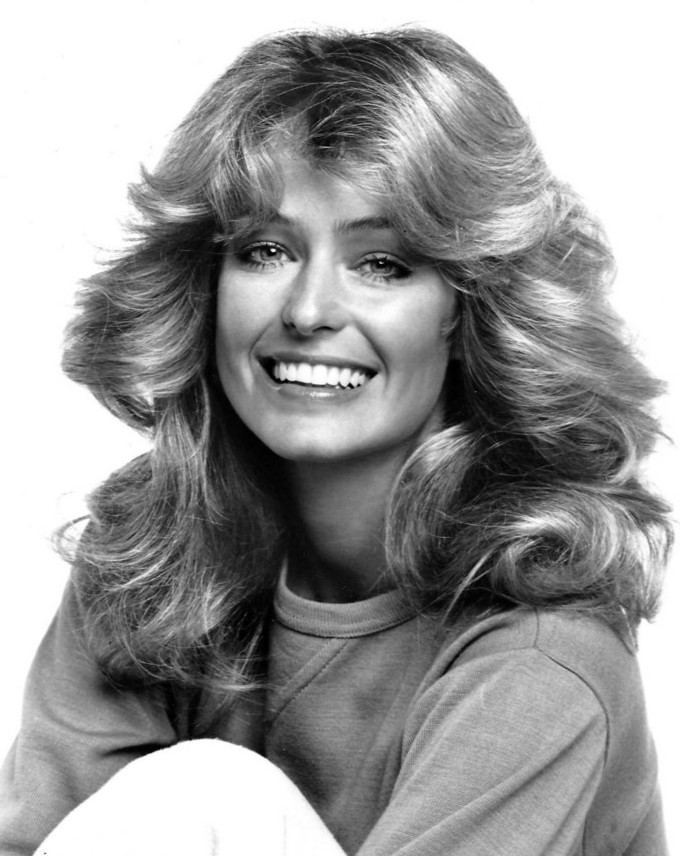
Farrah Fawcett, actriță americană
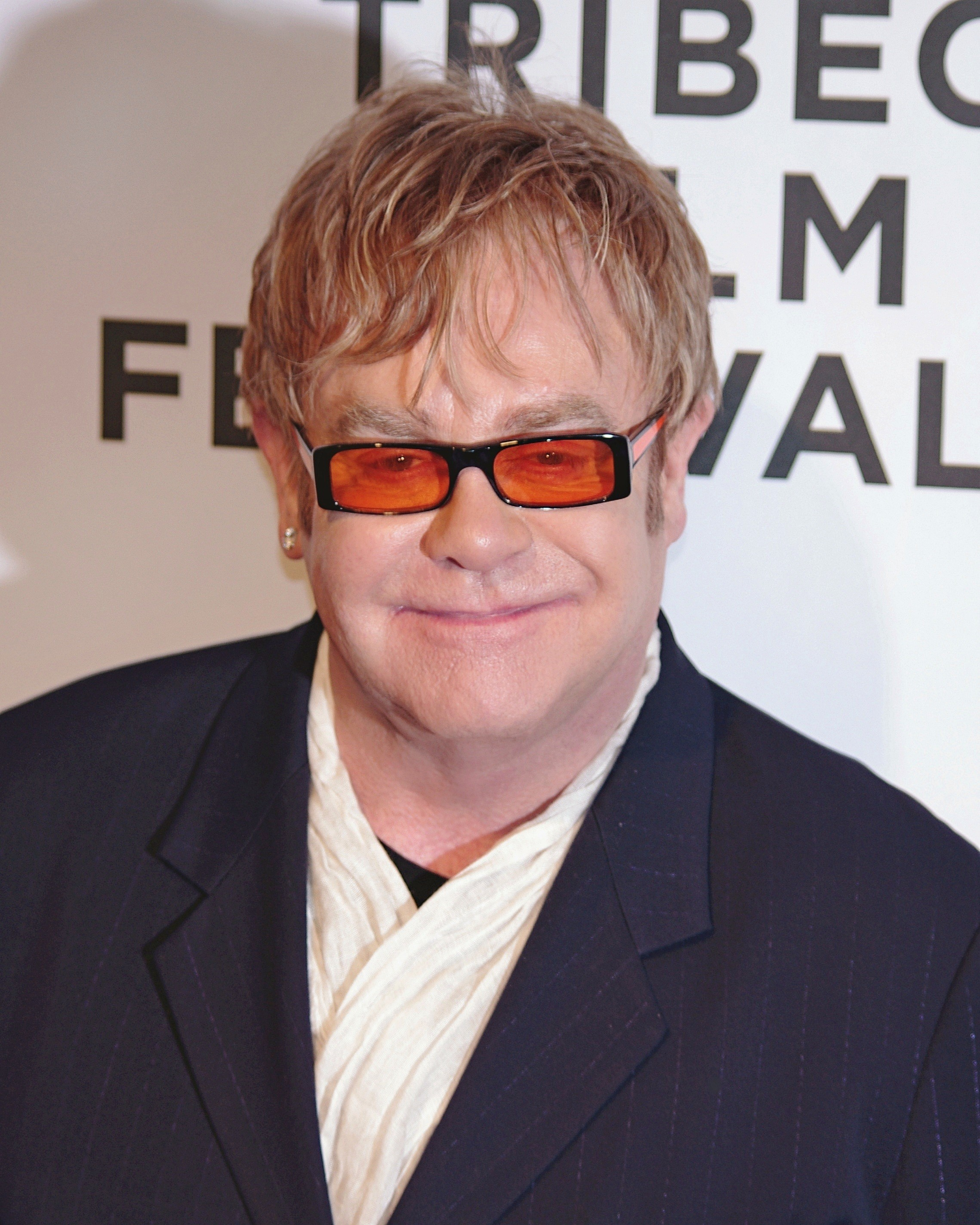
Elton John, muzician englez

- 1 ianuarie: Virgiliu Stoenescu, economist român
- 2 ianuarie: Dumitru Covalciuc, scriitor român (d. 2017)
- 4 ianuarie: Dao Bandon, cântăreț thailandez
- 4 ianuarie: Eva Ström, scriitoare suedeză
- 5 ianuarie: Erzsébet Ádám, actriță română (d. 2014)
- 7 ianuarie: Dan Anca, fotbalist român (d. 2005)
- 8 ianuarie: David Bowie (n. David Robert Jones), muzician britanic (d. 2016)
- 9 ianuarie: Ioana Ieronim, poetă și traducătoare română
- 10 ianuarie: Tiit Vähi, politician estonian
- 11 ianuarie: Yukio Hatoyama, politician japonez, prim-ministru al Japoniei (2009-2010)
- 14 ianuarie: Thilo Bode, economist german
- 19 ianuarie: Leszek Balcerowicz, economist polonez
- 23 ianuarie: Lasse Lehtinen, politician finlandez
- 24 ianuarie: Michio Kaku, fizician și futurolog american de etnie japoneză
- 26 ianuarie: Patrick Dewaere, actor francez (d. 1982)

### Februarie
- 1 februarie: Francesco Musotto, politician italian
- 1 februarie: Rozália Soós, handbalistă română
- 2 februarie: Farrah Fawcett, actriță americană de film, teatru și TV (d. 2009)
- 2 februarie: Vladimir Găitan, actor român de film (d. 2020)
- 3 februarie: Georg Jarzembowski, politician german
- 3 februarie: Andrei-Gheorghe Király, politician român
- 3 februarie: Maurizio Micheli, actor italian
- 5 februarie: Regina Duarte, actriță braziliană
- 5 februarie: Mario Clemente Mastella, politician italian
- 6 februarie: Viorel Hizo, fotbalist român (portar)
- 7 februarie: Flemming Jørgensen, cântăreț și actor danez (d. 2011)
- 8 februarie: John Richard Gott, astronom american
- 13 februarie: Urs Faes, scriitor elvețian
- 15 februarie: John Coolidge Adams, compozitor american
- 15 februarie: David Brown, muzician american (Santana), (d. 2000)
- 19 februarie: Malcolm Harbour, politician britanic
- 20 februarie: Valentina Cojocaru, cântăreață din R. Moldova
- 20 februarie: Peter Strauss, actor american
- 21 februarie: Renata Sorrah, actriță braziliană
- 21 februarie: Dumitru Surdu, politician român (d. 2009)
- 23 februarie: Pia Kjærsgaard, politiciană daneză
- 24 februarie: Brigitte Douay, politiciană franceză
- 25 februarie: Dumitru Armășescu, politician român
- 25 februarie: Doug Yule, muzician american
- 26 februarie: Sandie Shaw, cântăreață britanică
- 27 februarie: Alan Guth, fizician și cosmolog american
- 28 februarie: Włodzimierz Leonard Lubański, fotbalist polonez (atacant)

### Martie
- 2 martie: Wolfgang Wodarg, politician german
- 3 martie: Sever Meșca, politician român
- 3 martie: Oscar Tabárez (Óscar Wáshington Tabárez Sclavo), fotbalist uruguayan
- 5 martie: John Kitzhaber, politician american
- 9 martie: Keri Hulme, scriitoare neozeelandeză
- 14 martie: José Happart, politician belgian
- 17 martie: Jan Andersson, politician suedez
- 17 martie: Sepp Kusstatscher, politician italian
- 18 martie: Deborah Lipstadt, istoric american
- 18 martie: Drew Struzan, ilustrator american
- 19 martie: Glenn Close, actriță americană
- 20 martie: Elly Plooij-van Gorsel, politiciană neerlandeză
- 22 martie: Louis Grech, politician maltez
- 22 martie: Afanasijs Kuzmins, sportiv leton (tir)
- 23 martie: Elizabeth Ann Scarborough, romancieră americană
- 25 martie: Elton John (n. Reginald Kenneth Dwight), muzician englez
- 27 martie: Aad de Mos, fotbalist neerlandez
- 27 martie: Cornel Udrea, scriitor român (d.2024)
- 29 martie: Viorel Sergovici, regizor de film, român (d. 2012)
- 30 martie: Traian Dobre, politician român

### Aprilie
- 1 aprilie: Alain Connes, matematician francez
- 1 aprilie: Mauro Nobilia, politician italian (d.2025)
- 1 aprilie: Guido Podestà, politician italian
- 1 aprilie: Francine Prose, scriitoare americană
- 3 aprilie: Ladislav Kuna, fotbalist slovac (d. 2012)
- 7 aprilie: Petru Poantă, critic literar român (d. 2013)
- 8 aprilie: Steve Howe (Stephen James Howe), chitarist englez (Yes)
- 11 aprilie: Michael Hindley, politician britanic
- 12 aprilie: Tom Clancy, scriitor american
- 13 aprilie: Linda Martin, cântăreață irlandeză
- 14 aprilie: Ilie Carabulea, om de afaceri român
- 16 aprilie: Kareem Abdul-Jabbar, baschetbalist american
- 17 aprilie: Albert Dess, politician german
- 19 aprilie: Nicu Covaci, compozitor, cântăreț, chitarist român (Phoenix) (d.2024)
- 20 aprilie: Gabriela Cristea, politiciană română
- 20 aprilie: Victor Suvorov, istoric rus
- 21 aprilie: Iggy Pop, muzician american (The Stooges)
- 24 aprilie: Josep Borrell, politician spaniol
- 24 aprilie: Roger D. Kornberg, chimist american
- 25 aprilie: Johan Cruyff (n. Hendrik Johannes Cruijff), fotbalist neerlandez (atacant), (d. 2016)
- 25 aprilie: Jeffrey DeMunn, actor american
- 25 aprilie: Valeriu Garbuz, politician din R. Moldova
- 29 aprilie: Horst Bredekamp, istoric al artei, german
- 29 aprilie: Olavo de Carvalho, jurnalist și filosof brazilian
- 29 aprilie: Zbigniew Zaleski, politician polonez (d. 2019)

### Mai
- 1 mai: Jacob Bekenstein, fizician israelian (d. 2015)
- 3 mai: Anna Karamanou, politiciană greacă
- 5 mai: Ion Preda, politician român
- 5 mai: Malam Bacai Sanhá, politician guineobissauan (d. 2012)
- 7 mai: George Stanca, poet și publicist român (d. 2019)
- 8 mai: Victor Cavallo, actor italian (d. 2000)
- 9 mai: Ristea Priboi, politician român
- 9 mai: Andy Sutcliffe, pilot britanic de Formula 1 (d. 2015)
- 10 mai: Vasile Pruteanu, politician român
- 11 mai: Franco Trappoli, politician italian
- 13 mai: Gigi Căciuleanu, coregraf francez de etnie română
- 13 mai: Stephen R. Donaldson (Stephen Reeder Donaldson), scriitor american
- 13 mai: Irmgard Möller, teroristă germană
- 13 mai: Takeo Takahashi, fotbalist japonez (atacant)
- 15 mai: Ljupko Petrović, fotbalist sârb (atacant)
- 15 mai: Muhyiddin Yassin, al 8-lea prim-ministru al Malaeziei (din 2020)
- 20 mai: Nancy Fraser, filosoafă americană
- 22 mai: Seán Ó Neachtain, politician irlandez
- 23 mai: Baek In Chul, actor sud-coreean
- 23 mai: Jane Kenyon, poetă americană (d. 1995)
- 23 mai: Nicola Di Pinto, actor italian
- 24 mai: Svetlana Toma, actriță de teatru și film din R. Moldova
- 25 mai: Flavio Bucci, actor italian (d. 2020)
- 25 mai: Iosif Budahazi, scrimer român (d. 2003)
- 25 mai: Emmanouil Mastorakis, politician grec
- 26 mai: Dorel Cernomazu, inginer și profesor universitar român (d. 2015)
- 27 mai: Liana Alexandra, compozitoare și pianistă română (d. 2011)
- 27 mai: Marta Vincenzi, politiciană italiană
- 29 mai: Noritaka Hidaka, fotbalist japonez (atacant)
- 29 mai: Astrid Proll, teroristă germană
- 30 mai: Gabriela Silvia Beju, sculptoriță română

### Iunie

Ștefan Agopian, scriitor român
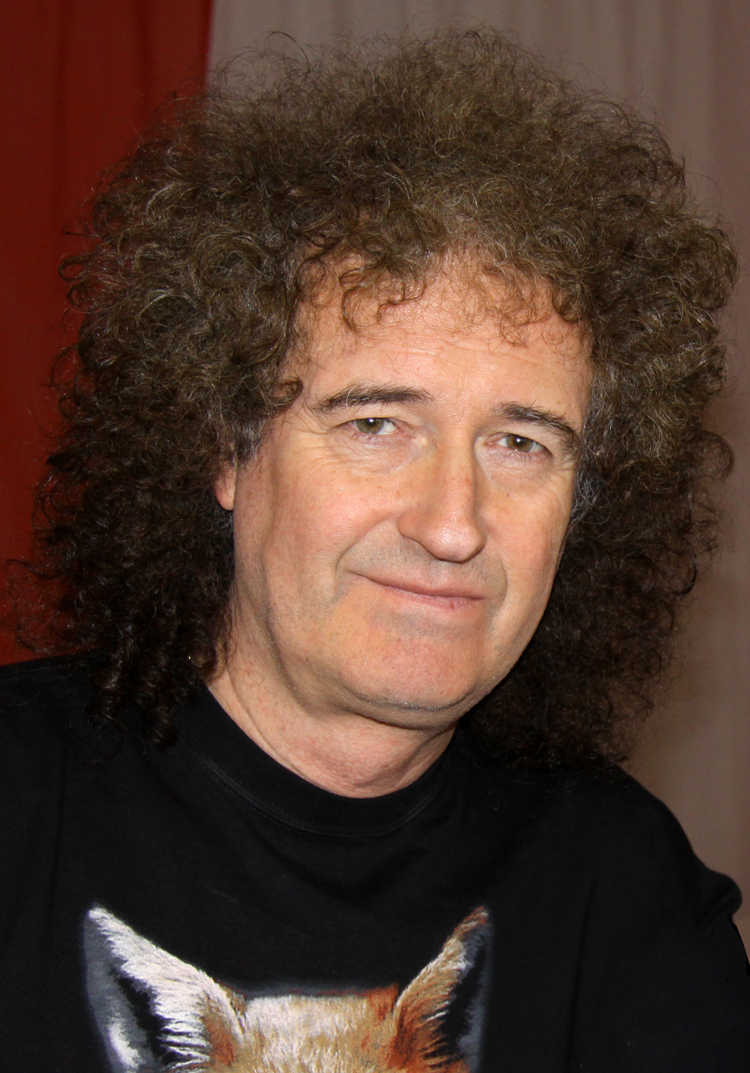
Brian May, muzician englez (Queen)
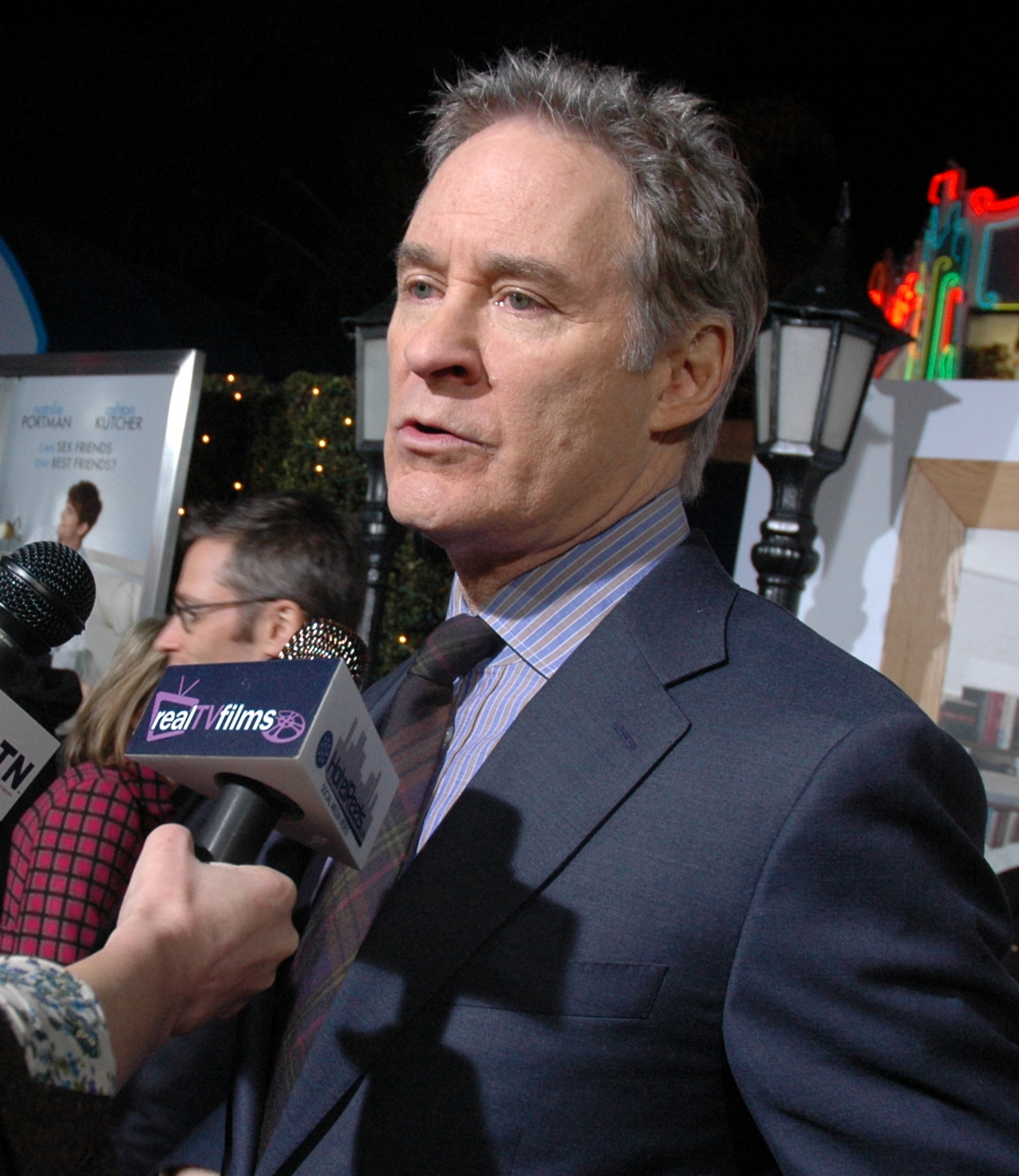
Kevin Kline, actor american

- 1 iunie: Ron Dennis, antreprenor britanic
- 1 iunie: Alex Goldfarb, politician israelian
- 2 iunie: Sava Negrean Brudașcu, interpretă română de muzică populară
- 3 iunie: Dave Alexander (David Michael Alexander), muzician american (The Stooges), (d. 1975)
- 3 iunie: Mickey Finn (Michael Norman Finn), percuționist britanic (T Rex), (d. 2003)
- 4 iunie: Rodica Mureșan, actriță română
- 6 iunie: Jean-Claude Fruteau, politician francez (d. 2022)
- 11 iunie: Glenn Leonard, cântăreț american
- 11 iunie: Douangdeuane Viravongs, scriitoare laoțiană
- 15 iunie: Gheorghe Ciuhandu, politician român
- 15 iunie: Mihail Sirețeanu, politician român (d. 2020)
- 16 iunie: Ștefan Agopian, scriitor român
- 17 iunie: Lucian Muscurel, actor suedez
- 17 iunie: Gregg Rolie, muzician american
- 17 iunie: Petre Țurlea, politician român
- 18 iunie: Godelieve Quisthoudt-Rowohl, politiciană germană
- 20 iunie: Wojciech Roszkowski, politician polonez
- 21 iunie: Ian Dalziel, politician britanic
- 24 iunie: Mike de Albuquerque, chitarist britanic
- 24 iunie: Peter Weller, actor american
- 26 iunie: Peter Sloterdijk, filosof german
- 28 iunie: Octavian Dincuță, fotbalist român (atacant), (d. 2018)
- 29 iunie: Mircea Filimon, politician român

### Iulie
- 2 iulie: Larry David, comedian, scriitor, actor și producător american de TV
- 3 iulie: Dave Barry (David Barry), scriitor american
- 3 iulie: Rob Rensenbrink (Pieter Robert Rensenbrink), fotbalist neerlandez (atacant), (d. 2020)
- 6 iulie: Titus Andrei, realizator român de emisiuni radio și coordonatorul redacției de muzică ușoară de la Radio România Actualități
- 6 iulie: Gabriela Negreanu, poetă, eseistă și redactor de editură română (d. 1995)
- 7 iulie: Lidia Vianu, profesor universitar și traducător român
- 8 iulie: Vilmos Ágoston, scriitor, critic literar și reporter maghiar originar din România
- 9 iulie: Mirabela Dauer, interpretă română de muzică ușoară
- 9 iulie: Cristian Moisescu, politician român, primar al Aradului (1992–1996), (d. 2016)
- 11 iulie: Victor Surdu, politician român (d. 2011)
- 14 iulie: Anna Fiodorovna Konkina, ciclistă rusă
- 14 iulie: Ulla-Lena Lundberg, scriitoare finlandeză de limbă suedeză
- 16 iulie: Adrian Cășunean-Vlad, politician român
- 17 iulie: Camilla, Regină Consoartă a Regatului Unit (n. Camilla Rosemary Shand)
- 17 iulie: Wolfgang Flür, muzician german
- 17 iulie: Ilanit (n. Hanna Drezner), cântăreață israeliană
- 18 iulie: Andrei Chiliman, politician român
- 19 iulie: Brian May (Brian Harold May), muzician englez (Queen)
- 20 iulie: Gerd Binnig (Gerd Karl Binnig), fizician german
- 20 iulie: Theodorus J.J. Bouwman, politician neerlandez
- 21 iulie: Elisabeth Jeggle, politiciană germană
- 25 iulie: Florin Gheorghe Filip, inginer român
- 28 iulie: Elena Belova, scrimeră rusă
- 30 iulie: Arnold Schwarzenegger (Arnold Alois Schwarzenegger), actor american de film de etnie austriacă și guvernator al statului California, SUA (2003-2011)

### August
- 2 august: Massiel (n. María de los Ángeles Felisa Santamaria Espínosa), cântăreață spaniolă
- 2 august: Amalia Sartori, politiciană italiană
- 3 august: Tadahiko Ueda, fotbalist japonez (atacant), (d. 2015)
- 4 august: Gheorghe Pavel Bălan, politician român
- 4 august: Klaus Schulze, muzician german (d. 2022)
- 9 august: Joseph McBride, scenarist american
- 10 august: Anwar Ibrahim, politician malaezian, prim-ministru al Malaeziei
- 10 august: Mechtild Rothe, politiciană germană
- 11 august: Mircea Teodor Iustian, politician român
- 11 august: Georgios Karatzaferis, politician grec
- 16 august: Daishiro Yoshimura, fotbalist japonez (d. 2003)
- 24 august: Paulo Coelho, scriitor brazilian
- 25 august: Keith Tippett, pianist britanic (d. 2020)
- 26 august: Nicolae Dobrin, fotbalist român (d. 2007)
- 26 august: Marilena Rotaru, jurnalistă română

### Septembrie
- 1 septembrie: Ioan Leș, politician român
- 2 septembrie: Frederik Willockx, politician belgian (d.2024)
- 3 septembrie: Kjell Magne Bondevik, politician norvegian
- 3 septembrie: Gérard Houllier (Gérard Paul Francis Houllier), fotbalist și antrenor francez
- 4 septembrie: Jeffrey Satinover (Jeffrey Burke Satinover), fizician american
- 5 septembrie: Mel Collins (Melvyn Desmond Collins), muzician britanic (Kokomo)
- 5 septembrie: Buddy Miles (George Allen Miles Jr.), muzician american (Band of Gypsys), (d. 2008)
- 5 septembrie: Peter Sichrovsky, politician austriac
- 8 septembrie: Halldór Ásgrímsson, politician islandez (d. 2015)
- 8 septembrie: Rémi Brague, istoric francez
- 8 septembrie: Ioan Moisin, jurnalist român (d. 2017)
- 8 septembrie: Piotr Palamarciuc, politician din R. Moldova
- 14 septembrie: Sam Neill (n. Nigel John Dermot Neill), actor de film și TV, neozeelandez
- 14 septembrie: Jerzy Popiełuszko, preot catolic polonez (d. 1984)
- 14 septembrie: Șerban Sturdza, arhitect român
- 15 septembrie: Ioan Ardeleanu, scriitor român (d. 2007)
- 15 septembrie: Adrian Ivanițchi, compozitor și interpret român de muzică folk și pop
- 16 septembrie: Valeri Marcenko, poet, jurnalist, traducător ucrainean (d. 1984)
- 17 septembrie: Richard Ashworth, politician britanic
- 17 septembrie: Marie-Thérèse Hermange, politiciană franceză
- 19 septembrie: Tanith Lee, scriitoare britanică (d. 2015)
- 20 septembrie: Brian Key, politician britanic (d. 2016)
- 20 septembrie: Victor Zilberman, pugilist român
- 21 septembrie: Marcu Burtea, politician român (d. 2015)
- 22 septembrie: Octav Cozmâncă, politician român
- 24 septembrie: Tytti Isohookana-Asunmaa, politiciană finlandeză
- 24 septembrie: Nicolae Bocșan, istoric român (d. 2016)
- 26 septembrie: Radu Liviu Bara, politician român
- 27 septembrie: Dick Advocaat (Dirk Nicolaas Advocaat), fotbalist și antrenor neerlandez
- 27 septembrie: Meat Loaf (n. Marvin Lee Aday), cântăreț american de rock și actor (d. 2022)
- 27 septembrie: Agustín Díaz de Mera García Consuegra, politician spaniol
- 27 septembrie: Teodor Negoiță, explorator român (d. 2011)
- 28 septembrie: Lyndon Harrison, politician britanic (d.2024)
- 29 septembrie: Mihai Bărbulescu, istoric și arheolog român
- 30 septembrie: Marc Bolan (n. Mark Feld), cântăreț britanic (T'Rex), (d. 1977)

### Octombrie
- 1 octombrie: Aaron Ciechanover, medic israelian
- 1 octombrie: Jean-Paul Gauzès, politician francez
- 1 octombrie: Mărioara Murărescu, prezentatoare română de televiziune (d. 2014)
- 2 octombrie: Uzi Arad, politician israelian
- 2 octombrie: Christa Prets, politiciană austriacă
- 4 octombrie: Nobuo Kawakami, fotbalist japonez
- 5 octombrie: Brian Johnson (Brian Francis Johnson), cântăreț și compozitor englez (AC/DC)
- 5 octombrie: Vladimir Zarev, romancier bulgar
- 6 octombrie: Ionela Prodan, interpretă română de muzică populară (d. 2018)
- 7 octombrie: Gheorghe Chivu, filolog român
- 9 octombrie: France Gall (Isabelle Geneviève Marie Anne Gall), cântăreață franceză (d. 2018)
- 11 octombrie: Salvatore Tatarella, politician italian (d. 2017)
- 16 octombrie: Mihai Tudor, politician român
- 18 octombrie: Joe Morton (Joseph Thomas Morton Jr.), actor american
- 19 octombrie: Eugenia Ostapciuc, politiciană din R. Moldova
- 22 octombrie: Karl-Heinz Florenz, politician german
- 23 octombrie: Kazimierz Deyna, fotbalist polonez (d. 1989)
- 24 octombrie: Mihail Iurcu, politician român
- 24 octombrie: Kevin Kline (Kevin Delaney Kline), actor american de film, teatru și TV
- 24 octombrie: Valeria Peter Predescu, interpretă română de muzică populară (d. 2009)
- 26 octombrie: Ian Ashley (Ian Hugh Gordon Ashley), pilot britanic de Formula 1
- 26 octombrie: Hillary Rodham Clinton (n. Hillary Diane Rodham), politiciană americană
- 26 octombrie: Szabolcs Fazakas, politician maghiar (d. 2020)
- 27 octombrie: Peter Weber, politician român (d. 2008)
- 29 octombrie: Richard Dreyfuss (Richard Stephen Dreyfuss), actor american de film

### Noiembrie
- 3 noiembrie: Siiri Oviir, politiciană estoniană
- 6 noiembrie: Alexandru Ștefănescu, critic literar român
- 8 noiembrie: Ruth Hieronymi, politiciană germană (d.2025)
- 12 noiembrie: Kōichi Itagaki, astronom japonez
- 15 noiembrie: Mihael Brejc, politician sloven
- 16 noiembrie: Mieczysław Janowski, politician polonez
- 18 noiembrie: Mike Carabello (Michael Carabello), muzician american
- 21 noiembrie: Mihai Severovan, politician din R. Moldova
- 22 noiembrie: Max Romeo (n. Maxwell Livingston Smith), cântăreț de reggae, jamaican
- 23 noiembrie: Emil Coșeru, actor român
- 25 noiembrie: Stéphane Courtois, istoric francez
- 27 noiembrie: Irina Petraș, scriitoare română
- 28 noiembrie: Maria Farantouri, cântăreață greacă
- 29 noiembrie: George Kobayashi, fotbalist japonez
- 29 noiembrie: Liviu Tudan (n. Dumitru Tunsoiu), muzician român (Roșu și Negru), (d. 2005)
- 30 noiembrie: Sergio Badilla Castillo, poet chilian

### Decembrie
- 1 decembrie: Emil Grünzweig, profesor de matematică și militant pentru pace, israelian de etnie română (d. 1983)
- 1 decembrie: Tahar Ben Jelloun, scriitor marocan
- 2 decembrie: Charles Mungoshi, scriitor zimbabwian (d. 2019)
- 3 decembrie: Mario Borghezio, politician italian
- 3 decembrie: Ion Haiduc, actor român
- 5 decembrie: Ana Ruxandra Ilfoveanu, pictoriță română
- 7 decembrie: James Keach, actor american
- 8 decembrie: Chava Alberstein, cântăreață israeliană
- 8 decembrie: Thomas Cech (Thomas Robert Cech), chimist american, laureat al Premiului Nobel (1989)
- 12 decembrie: Viorel-Gheorghe Coifan, politician român
- 14 decembrie: Svetlana Bojković, actriță sârbă
- 14 decembrie: Károly Kerekes, politician român
- 15 decembrie: Mihail Hărdău, politician român
- 15 decembrie: George Pruteanu, critic literar și politician român (d. 2008)
- 16 decembrie: Martyn Poliakoff, chimist britanic
- 17 decembrie: Mikola Azarov, politician ucrainean
- 17 decembrie: Robert Dornhelm, regizor austriac de film
- 17 decembrie: Wes Studi (n. Wesley Studie), actor american de etnie Cherokee
- 19 decembrie: Sylviane Ainardi, politiciană franceză
- 19 decembrie: Bob van den Bos, politician neerlandez
- 19 decembrie: Thomas McEvoy, muzician american (d. 1987)
- 20 decembrie: Gigliola Cinquetti, cântăreață italiană, prezentatoare TV și jurnalistă
- 21 decembrie: Vasile Mihalachi, politician român (d. 2018)
- 22 decembrie: Mitsuo Tsukahara, sportiv japonez (gimnastică artistică)
- 26 decembrie: Jioji Konrote, politician fijian
- 28 decembrie: Gabriel Diradurian, romancier și dramaturg român (d. 2015)
- 29 decembrie: Ted Danson (Edward Bridge Danson III), actor și producător american
- 30 decembrie: Jacqueline Foster, politiciană britanică

## Decese
- 9 ianuarie: Karl Mannheim, 53 ani, filosof și sociolog maghiar-german (n. 1893)
- 10 ianuarie: Hanns Sachs, 66 ani, psiholog austriac (n. 1881)
- 19 ianuarie: Manuel Machado Ruiz, 72 ani, poet spaniol (n. 1874)
- 22 ianuarie: Demétre Chiparus (Dumitru Haralamb Chipăruș), 60 ani, sculptor francez de etnie română (n. 1886)
- 25 ianuarie: Al Capone (Alphonse Gabriel Capone), 48 ani, gangster american (n. 1899)
- 26 ianuarie: Prințul Gustav Adolf, Duce de Västerbotten, 40 ani (n. 1906)
- 28 ianuarie: Iuliu Moisil, 87 ani, scriitor român (n. 1859)
- 30 ianuarie: Bella Nagy (n. Bella Grósz), 67 ani, actriță maghiară (n. 1879)
- 3 februarie: Marc Mitscher, 60 ani, ofițer american (n. 1887)
- 5 februarie: Hans Fallada (n. Rudolf Wilhelm Friedrich Ditzen), 53 ani, scriitor german (n. 1893)
- 11 februarie: Nicolae Abramescu, 62 ani, matematician român (n. 1884)
- 17 februarie: Elena Văcărescu, 83 ani, scriitoare română (n. 1864)
- 18 februarie: Joachim Ernst, Duce de Anhalt, 46 ani (n. 1901)
- 22 februarie: Anton Keschmann, 76 ani, politician austriac de etnie română (n. 1870)
- 26 februarie: Kálmán Tihanyi, 49 ani, inginer maghiar (n. 1897)
- 23 martie: Arhiducesa Louise de Austria, 76 ani (n. 1870)
- 1 aprilie: George al II-lea al Greciei, 56 ani, rege al Greciei (1922-1924 și 1935-1947), (n. 1890)
- 7 aprilie: Henry Ford, 83 ani, constructor american de automobile (n. 1863)
- 12 aprilie: C. Louis Leipoldt (Christiaan Frederik Louis Leipoldt), 66 ani, poet sud-african (n. 1880)
- 16 aprilie: Rudolf Höss (n. Rudolf Franz Ferdinand Höß), 46 ani, șeful lagărului de concentrare de la Auschwitz (n. 1900)
- 18 aprilie: Jozef Tiso, 59 ani, președinte al Slovaciei (1939-1945), (n. 1887)
- 20 aprilie: Christian al X-lea al Danemarcei (n. Christian Carl Frederik Albert Alexander Vilhelm), 76 ani (n. 1870)
- 23 aprilie: Gyula Károlyi, 75 ani, politician maghiar (n. 1871)
- 29 aprilie: Gheorghe Ciuhandu, 72 ani, istoric și academician român (n. 1875)
- 29 aprilie: Irving Fisher, 80 ani, economist american (n. 1867)
- 30 aprilie: Francesc Cambó (Francesc Cambó i Batlle), 70 ani, politician spaniol (n. 1876)
- 30 aprilie: Emilio Carrere (Emilio Carrere Moreno), 66 ani, scriitor spaniol (n. 1881)
- 2 mai: Petras Cvirka, 38 ani, scriitor lituanian (n. 1909)
- 3 mai: Max Jiménez, 46 ani, scriitor costarican (n. 1900)
- 8 mai: Ion Bordea, 75 ani, medic român (n. 1871)
- 20 mai: Philipp Lenard, 84 ani, fizician german, laureat al Premiului Nobel (n. 1862)
- 7 iunie: József Vágó, 69 ani, arhitect maghiar (n. 1877)
- 16 iunie: Bronisław Huberman, 64 ani, muzician polonez (n. 1882)
- 20 iunie: John Edward Lloyd, 86 ani, istoric britanic (n. 1861)
- 20 iunie: Bugsy Siegel (n. Benjamin Siegel), 41 ani, gangster american (n. 1906)
- 5 iulie: Ted Billings, 67 ani, actor american (n. 1880)
- 7 august: Hermine Reuss (n. Hermine Reuss de Greiz), 59 ani, a doua soție a împăratului Wilhelm al II-lea al Germaniei (n. 1887)
- 17 august: Prințul Eugén, Duce de Närke (n. Eugén Napoleon Nicolaus), 82 ani (n. 1865)
- 22 august: Victor Antonescu, 75 ani, politician român (n. 1871)
- 29 august: Manolete (n. Manuel Laureano Rodriguez Sanchez), 30 ani, toreador spaniol (n. 1917)
- 6 septembrie: Paul Guthnick, 68 ani, astronom german (n. 1879)
- 8 septembrie: Victor Horta, 86 ani, arhitect și designer belgian (n. 1861)
- 11 septembrie: Alice Keppel, 79 ani, metresă a regelui Eduard al VII-lea al Regatul Unit al Marii Britanii și Irlandei (n. 1868)
- 17 septembrie: Ádám Abet, 81 ani, scriitor, poet, jurnalist și traducător maghiar (n. 1867)
- 20 septembrie: Fiorello La Guardia, 64 ani, politician american (n. 1882)
- 28 septembrie: Elisabeth von Gutmann, 72 ani, Prințesă consort de Liechtenstein (n. 1875)

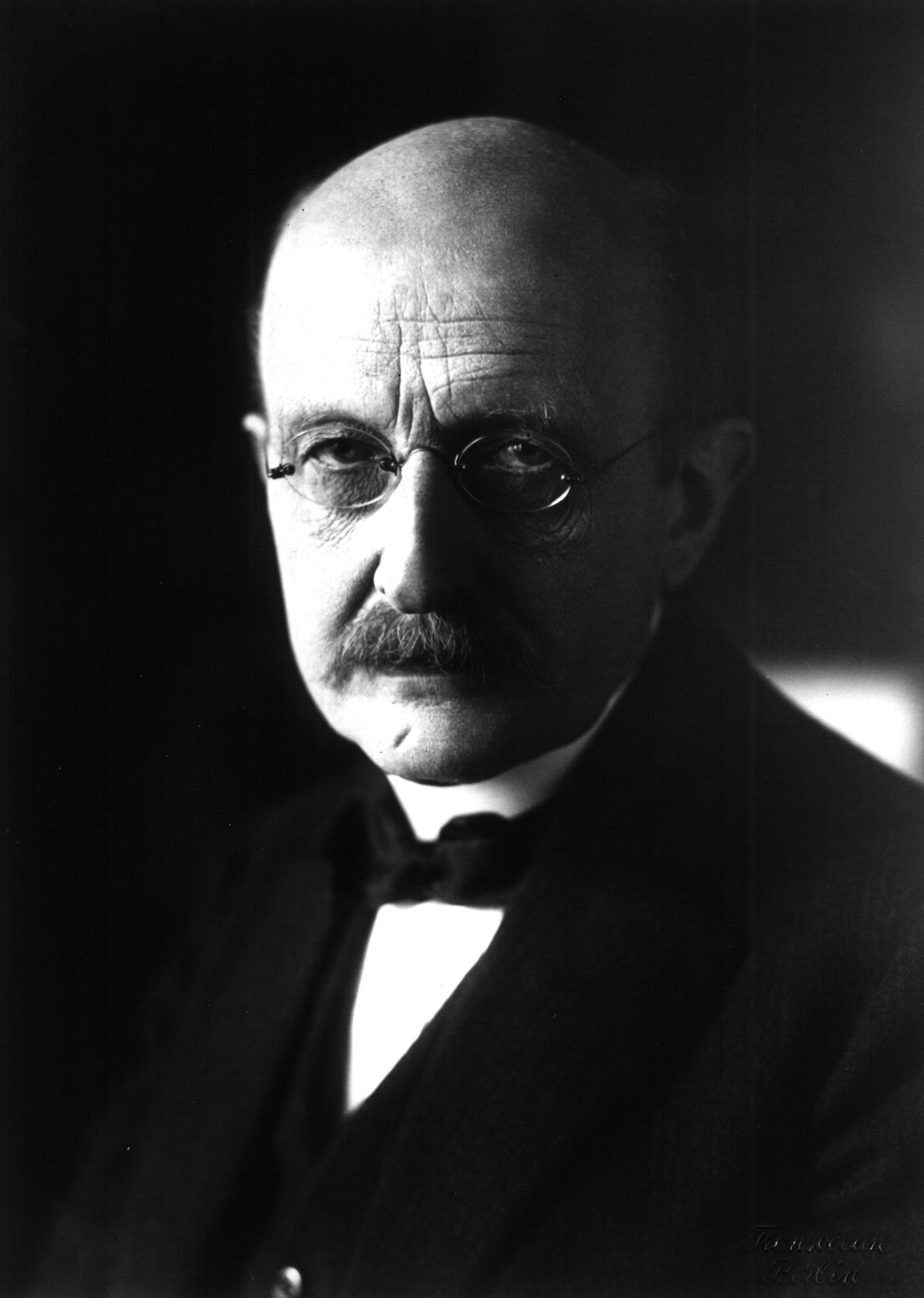
Max Planck, fizician german, laureat Nobel
Emil Racoviță, biolog român, explorator al Antarcticii
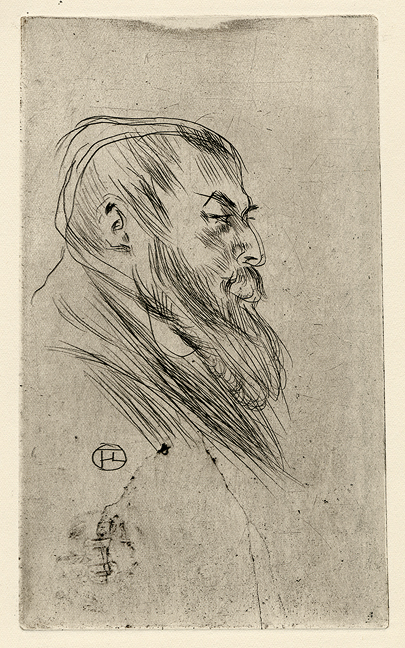
Tristan Bernard, scriitor francez

- 1 octombrie: Torje Olsen Solberg, 91 ani, politician norvegian (n. 1856)
- 4 octombrie: Prințesa Maria Cristina a celor Două Sicilii, 70 ani (n. 1877)
- 4 octombrie: Max Planck, 89 ani, fizician german, laureat al Premiului Nobel (n. 1858)
- 23 octombrie: Sigurd Christiansen, 55 ani, scriitor norvegian (n. 1891)
- 26 octombrie: Ion Sava, 46 ani, regizor român (n. 1900)
- 29 octombrie: Frances Folsom Cleveland Preston (n. Frank Clara Folsom), 83 ani, politiciană americană (n. 1864)
- 3 noiembrie: Alexandru C. Cuza, 90 ani, profesor și om politic român, membru al Academiei Române (n. 1857)
- 7 noiembrie: Sándor Garbai, 68 ani, politician maghiar (n. 1879)
- 17 noiembrie: Ricarda Huch, 83 ani, scriitoare germană (n. 1864)
- 17 noiembrie: Emil Racoviță, 79 ani, biolog român, membru al Academiei Române, fondatorul biospeologiei, explorator al Antarcticii (n. 1868)
- 20 noiembrie: Wolfgang Borchert, 26 ani, scriitor german (n. 1921)
- 28 noiembrie: Philippe Leclerc, 45 ani, general francez (n. 1902)
- 7 decembrie: Tristan Bernard, 81 ani, scriitor francez (n. 1866)
- 11 decembrie: Aleksander Stavre Drenova (aka Asdren sau Asdreni), 75 ani, poet albanez (n. 1872)
- 12 decembrie: Huda Sha'arawi, 68 ani, jurnalistă egipteană (n. 1879)
- 14 decembrie: Stanley Baldwin, 80 ani, politician britanic (n. 1867)
- 20 decembrie: Luigi Chiarelli, 67 ani, dramaturg italian (n. 1880)
- 28 decembrie: Victor Emanuel al III-lea al Italiei, 78 ani, rege al Italiei (1900-1946), (n. 1869)
- 30 decembrie: Alfred North Whitehead, 86 ani, matematician și filosof britanic (n. 1861)
- 30 decembrie: Riichi Yokomitsu, 49 ani, scriitor japonez (n. 1898)

## Premii Nobel
- Fizică: Sir Edward Victor Appleton (Regatul Unit)
- Chimie: Sir Robert Robinson (Regatul Unit)
- Medicină: Carl Ferdinand Cori, Gerty Theresa Cori (SUA), Bernardo Alberto Houssay (Argentina)
- Literatură: André Paul Guillaume Gide (Franța)
- Pace: Consiliul de Serviciu al Prietenilor, Comitetul de Serviciu al Prietenilor din America